# Cidaria (protista)
Cidaria es un género de foraminífero bentónico de estatus incierto, aunque considerado un sinónimo posterior de Nodosaria de la subfamilia Nodosariinae, de la familia Nodosariidae, de la superfamilia Nodosarioidea, del suborden Lagenina y del orden Lagenida. Su especie-tipo era Cidaria Grzybowski. Su rango cronoestratigráfico abarcaba el Tongriense inferior (Oligoceno inferior).

## Taxonomía
Cidaria fue propuesto como un subgénero de Nodosaria, es decir, Nodosaria (Cidaria). Es un homónimo posterior de Cidaria Trietschke, 1825, y no fue propuesto un nombre sustituto.

## Especies
Cidaria incluía a las siguientes especies:
- Cidaria cidarina †
- Cidaria coronata †